# Hermann Korb

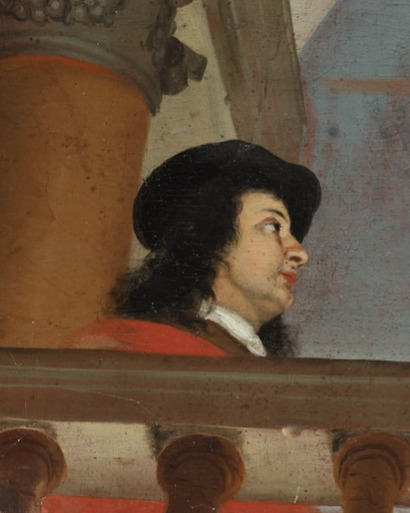
Ausschnitt aus dem Deckengemälde von Tobias Querfurt im Herrenhaus Achim (1701). Wahrscheinlich ist hier Hermann Korb dargestellt.

Hermann Korb (* 1656 in Niese; † 23. Dezember 1735 in Wolfenbüttel) war ein deutscher Baumeister des Barocks, der vor allem im Fürstentum Braunschweig-Wolfenbüttel und in der Stadt Braunschweig, aber auch in Blankenburg sowie im Herzogtum Magdeburg wirkte.

## Leben und Werk
Die Quellenlage zum Leben des jungen Hermann Korb ist dürftig; ob er tatsächlich zunächst das Tischler-Handwerk erlernte und später dann als Autodidakt zur Baukunst kam, ist deshalb umstritten. In seinem Leben diente er, wie aus seinem Epitaph hervorgeht, sechs Herzögen von Braunschweig-Wolfenbüttel, darunter Rudolf August, Anton Ulrich und August Wilhelm. Schon zu seinen Lebzeiten, noch mehr jedoch nach seinem Tode 1735, galt er als einer der bedeutendsten Baumeister seiner Zeit.
Er soll Herzog Anton Ulrich auf mehreren Reisen ins Ausland begleitet und sich insbesondere in Frankreich und Italien fortgebildet haben. Es wird berichtet, dass er kein guter Zeichner war und seine Entwürfe mit Kreide auf die Tischplatte oder mit einem Stock in den Sand skizzierte. Sein Zeitgenosse und Konkurrent als Baumeister Leonhard Christoph Sturm kritisierte seine Arbeiten.
Sein Grab mit Epitaph befindet sich in der Johanniskirche in Wolfenbüttel. Er hinterließ seine zweite Ehefrau, Maria Sophie geborene Schulze († 1765), die im „Hofbeamtenhaus“, das ihr Mann erbaut hatte, lebte, sowie einen Sohn, aus erster Ehe mit Helene Maria geborene Schulze († 1722), dessen einziger Taufpate im Jahre 1692 Herzog Anton Ulrich war.
In der älteren Literatur wird er des Öfteren als „Baumeister Korf“, „Landbaumeister Korf“ oder „Baumeister Hermann Korf“ bezeichnet.

## Bautätigkeit
Korb war ab 1689 zunächst fürstlicher „Bauvogt“ in Wolfenbüttel, dann, um 1692, „Bauverwalter“. Er arbeitete zuerst unter bzw. später zusammen mit dem ebenfalls bedeutenden Architekten Johann Balthasar Lauterbach, dessen Nachfolger er 1704 als „Landbaumeister“ wurde. Damit bekleidete er die höchste Position in der herzoglichen Bauverwaltung und war an allen bedeutenden Bauvorhaben in Wolfenbüttel, Braunschweig und der weiteren Umgebung beteiligt, indem er sie entweder plante, ausführte, beaufsichtigte oder begutachtete.
Seine Bautätigkeit war rege, sodass in seiner 40-jährigen Schaffensphase eine Vielzahl von Gebäuden entstand. Viele seiner Arbeiten sind heute nicht mehr vorhanden, da sie fast ausschließlich in Fachwerkbauweise (zur Imitation steinerner Gebäude) erschaffen wurden und im Laufe der Zeit verfielen. Korbs Arbeit umfasste sowohl Wohnhäuser als auch öffentliche Gebäude, Kirchen und Residenzen und Lustschlösser, von denen das zwischen 1688 und 1697 erbaute Schloss Salzdahlum sowie das neue Residenzschloss in Braunschweig (ab 1718) seine bekanntesten Werke darstellen. Zu weiteren bekannten Werken zählen unter anderem die von 1706 bis 1710 erbaute Bibliotheksrotunde in Wolfenbüttel (in der seit 1770 Lessing arbeitete) und der Umbau (1715–1717) des Schlosses Wolfenbüttel zu einer barocken Residenz.
Über einen Zeitraum von 40 Jahren hinweg, bis zu seinem Tode 1735, nur ein Jahr nach seiner Pensionierung, prägte Korb das Bauwesen im Herzogtum Braunschweig-Wolfenbüttel. Korb war deshalb schon zu Lebzeiten eine Institution und hoch geachtet in seiner Zunft; er befindet sich in einer Reihe mit den bedeutendsten Baumeistern des Barock in Deutschland.

### Übersicht
- Karte mit allen Koordinaten:
- OSM |
- WikiMap

| Bauwerk                                | Bauzeit                                                 | Standort Straße Koordinaten                             | Bemerkung | Abbildung |
| -------------------------------------- | ------------------------------------------------------- | ------------------------------------------------------- | --- | --------- |
| Schloss Salzdahlum                     | 1688–1697                                               | Salzdahlum 52° 11′ 32″ N, 10° 34′ 58″ O                 | Neubau mit Lustgarten. Die umfangreiche Palastanlage verfügte über mehrere Innenhöfe, Kavaliershaus, Reithalle, Opernhaus, eine Orangerie und Kapelle. 1813 abgerissen.                                                                                |           |
| Landschloss Langeleben                 | 1689                                                    | Langeleben 52° 12′ 32″ N, 10° 48′ 50″ O                 | Neubau mit Lustgarten. Nach 1830 abgerissen. Der Bau wird Hermann Korb zugeschrieben. |           |
| Opernhaus am Hagenmarkt                | 1690                                                    | Braunschweig 52° 16′ 2″ N, 10° 31′ 29″ O                | Umbau des Hagenrathauses in ein Opernhaus. 1864 abgerissen. |           |
| Schloss Wolfenbüttel                   | 1690–1720                                               | Wolfenbüttel 52° 9′ 46″ N, 10° 31′ 48″ O                | Umbau. Unter Hermann Korb erhielt das Schloss eine neue Fassade aus Fachwerk. |           |
| Schloss Brüggen                        | 1693                                                    | Brüggen an der Leine 52° 2′ 33″ N, 9° 46′ 27″ O         | Neubau nach einem Entwurf von Johann Balthasar Lauterbach. |           |
| Landschloss Vechelde                   | 1695                                                    | Vechelde 52° 15′ 40″ N, 10° 22′ 45″ O                   | Neubau mit Lustgarten. 1880 abgerissen. Der Bau wird Hermann Korb zugeschrieben. |           |
| Immanuelkirche Hehlen                  | 1697–1699                                               | Hehlen 51° 59′ 3″ N, 9° 28′ 10″ O                       | Neubau. Leicht gestrecktes Achteck, bei dem die Verlängerungen an den schmalen Seiten je einen Turm bilden. |           |
| Waisenhaus Wolfenbüttel                | 1698–1704                                               | Wolfenbüttel 52° 9′ 51″ N, 10° 31′ 33″ O                | Neubau. Der Bau wird Hermann Korb zugeschrieben. Von 1753 bis 1878 Herzogliches Lehrerseminar. Aktuell Stadtteiltreff der Auguststadt. |           |
| Schloss Hohenprießnitz                 | 1702–1704                                               | Hohenprießnitz 51° 31′ 53″ N, 12° 35′ 54″ O             | Dreiflügelige barocke Anlage, wovon nur der eigentliche, von Anton Albrecht Freiherr von Imhoff in Auftrag gegebene, Kernbau Hermann Korb zugeordnet wird.                                                                                             |           |
| Anna-Vorwerk-Haus                      | 1700                                                    | Wolfenbüttel Schlossplatz 4 52° 9′ 47″ N, 10° 31′ 57″ O | Wohnhaus von Herrmann Korb; im 19. Jahrhundert Wohnhaus von Anna Vorwerk. 1906 Jugendstil-Putzfassade auf Fachwerk aufgebracht und umgebaut. | [ 4 ]     |
| Laubenganghäuser in den „Krambuden“    | 1700–1710                                               | Wolfenbüttel Krambuden 13–15 52° 9′ 47″ N, 10° 32′ 3″ O | Straßenzug in Wolfenbüttel. Der Entwurf stammt vermutlich von Hermann Korb. |           |
| Schloss Sambleben                      | 1701                                                    | Sambleben 52° 9′ 48″ N, 10° 47′ 6″ O                    | Neubau auf mittelalterlichen Wasserburg. Zweigeschossiger Vierflügelbau aus Elmkalkstein. |           |
| Herrenhaus Achim                       | 1701                                                    | Achim 52° 3′ 38″ N, 10° 36′ 40″ O                       | Errichtet für Friedrich II. von Steinberg (1651–1716), Oberhofmarschall und Inhaber weiterer hoher Ämter am Hofe von Herzog Anton Ulrich. |           |
| Rittergut Watzum                       | 1704                                                    | Watzum 52° 6′ 54″ N, 10° 47′ 4″ O                       | Errichtet für die Herren von Weferling(en) auf Watzum (wahrscheinlich Eduard Ernst Friedrich von Weferling (1658–1723), Schatzrat und Landrat, Kammerjunker und Erb- und Gerichtsherr auf Watzum, Großen Vahlberg, Völkenrode und Bornum).             |           |
| Gutshaus Gut Thiede                    | 1704–1708                                               | Thiede 52° 11′ 14″ N, 10° 29′ 0″ O                      | Errichtet für Julius Stats Heinrich von Breymann (1665–1722), herzoglicher Oberamtmann über Lichtenberg (Salzgitter), Salder und Gebhardshagen. |           |
| Schloss Blankenburg                    | 1705–1730                                               | Blankenburg (Harz) 51° 47′ 11″ N, 10° 57′ 16″ O         | Umbau des Renaissanceschlosses zur barocken Residenz. |           |
| Bibliotheksrotunde                     | 1706–1712                                               | Wolfenbüttel 52° 9′ 51″ N, 10° 31′ 49″ O                | Neubau des Bibliotheksgebäudes der späteren Herzog August Bibliothek in Form einer Rotunde. 1887 abgerissen. |           |
| Bartholomäuskapelle Braunschweig       | 1708                                                    | Braunschweig 52° 15′ 52″ N, 10° 31′ 7″ O                | Umbau der Kapelle für die reformierte Gemeinde im Auftrag von Herzog Anton Ulrich. |           |
| Haus zu den Sieben Türmen              | 1708                                                    | Braunschweig 52° 15′ 47″ N, 10° 31′ 5″ O                | Umbau und Gestaltung der Barockfassade. Der Bau wird Hermann Korb zugeschrieben. |           |
| Bevernsches Palais                     | 1709                                                    | Braunschweig 52° 15′ 47″ N, 10° 31′ 28″ O               | Umbau der „Dompropstei“ zur barocken Residenz. 1879 abgerissen. Der Bau wird Hermann Korb zugeschrieben. |           |
| Messegewölbe                           | 1709–1714                                               | Braunschweig 52° 15′ 51″ N, 10° 31′ 7″ O                | Neubau. Messehaus mit dem Laubengang „Jungfernstieg“ in der Klöpperstraße, heute Neue Straße 20. Der Entwurf wird Hermann Korb zugeschrieben. Im Jahr 1944 vollkommen zerstört und 1951–1953 durch einen Neubau von Friedrich Wilhelm Kraemer ersetzt. |           |
| Nicolaikirche Braunschweig             | 1710                                                    | Braunschweig 52° 15′ 51″ N, 10° 31′ 48″ O               | Neubau. Eines der bedeutendsten Barockbauwerke in Braunschweig. Am 15. Oktober 1944 vollkommen zerstört und nicht wieder aufgebaut. |           |
| Herrenhaus Sickte                      | um 1710                                                 | Sickte 52° 12′ 48″ N, 10° 37′ 57″ O                     | Zweigeschossiges Haus mit dreiachsigem Mittelrisalit und Dreiecksgiebel. Ein Teil des Erdgeschosses entstand in Massivbauweise; sonst ist das Haus als Fachwerkgebäude ausgeführt.                                                                     |           |
| Schloss Hundisburg                     | 1712 (Jahr der Fertigstellung)                          | Hundisburg 52° 14′ 58″ N, 11° 24′ 1″ O                  | Neubau von Schloss und Garten nach dem Vorbild der braunschweigischen Sommerresidenz von Schloss Salzdahlum. |           |
| Schloss Eichenbarleben                 | 1712                                                    | Eichenbarleben 52° 9′ 52″ N, 11° 23′ 51″ O              | Neubau eines im Dreißigjährigen Krieg zerstörten Schlosses in barockem Stil. Der Bau wird Hermann Korb zugeschrieben. |           |
| Schloss Salder                         | 1695–1713                                               | Salder 52° 8′ 7″ N, 10° 20′ 18″ O                       | Das Schloss wurde nach dem Erwerb durch den späteren Herzog August Wilhelm im Jahre 1695 nach Plänen von Korb umgebaut und erweitert. |           |
| Domänengebäude                         | 1713                                                    | Blankenburg 51° 47′ 26″ N, 10° 57′ 12″ O                | Als Verwaltungsgebäude der Domäne (Wirtschaftshof des Blankenburger Schlosses) für Herzog Anton Ulrich erbaut |           |
| Lutherkirche                           | 1715–1717                                               | Blankenburg 51° 47′ 36″ N, 10° 57′ 39″ O                | Kirche des Georgenhofes, durch Korbs Schüler Joachim Eimbrod 1735–1737 umgebaut |           |
| Faktorei Blankenburg                   | vor 1715 – nach 1717                                    | Blankenburg 51° 46′ 43″ N, 10° 57′ 11″ O                | errichtet im Auftrag des herzoglichen Oberjägermeistersohnes Rudolf Anton von Henning; 1717 von Issachar Berend Lehmann gekauft und erweitert |           |
| Rittergut Cattenstedt                  | 1717 ff.                                                | Cattenstedt 51° 46′ 45″ N, 10° 58′ 2″ O                 | errichtet im Auftrag von Christoph Sigismund von Kropff, braunschweigischer Oberforstmeister und Kammerjunker |           |
| Residenzschloss in Braunschweig        | 1718–1790                                               | Braunschweig 52° 15′ 47″ N, 10° 31′ 38″ O               | Neubau der Residenz der Herzöge von Braunschweig-Wolfenbüttel. Am 7. September 1830 abgebrannt. |           |
| Dehnsches Hofbeamtenhaus               | 1718–1720                                               | Wolfenbüttel 52° 9′ 40″ N, 10° 32′ 8″ O                 | Umbau eines älteren Fachwerkhauses zu einer repräsentativen Stadtresidenz in barockem Stil. Zur namensgebenden Person siehe Konrad Detlev von Dehn. |           |
| Trinitatiskirche Wolfenbüttel I und II | I: 1700 (Jahr der Weihe) II: 1716–1719 (Jahr der Weihe) | Wolfenbüttel 52° 9′ 44″ N, 10° 32′ 30″ O                | Neubau. Der 1700 eingeweihte Bau (Trinitatis I) wurde fünf Jahre später durch ein Feuer zerstört. |           |
| Prinzenpalais in Wolfenbüttel          | 1722 ff.                                                | Wolfenbüttel Reichsstr. 1 52° 9′ 46″ N, 10° 32′ 18″ O   | Fürstlicher Anbau mit Festsaal an das 1603 erbaute Hofbeamtenhaus Reichsstraße 1. 1730 bis 1733 bewohnt vom späteren Herzog Karl I. und dessen Frau Philippine Charlotte von Preußen.                                                                  |           |
| Kirche zur Heiligen Dreifaltigkeit     | 1724–1726                                               | Heimburg 51° 49′ 24″ N, 10° 54′ 41″ O                   | Umbau der bei einem Brand 1705 beschädigten Kirche; Entwurf vermutlich von Hermann Korb. |           |
| Dehnsches Palais                       | 1725                                                    | Braunschweig 52° 15′ 40″ N, 10° 31′ 50″ O               | Stadtpalais mit ausgedehnter Gartenanlage nach französischem Vorbild. 1857 abgebrochen. Zur namensgebenden Person siehe Konrad Detlev von Dehn. |           |
| Waldhof Hasselfelde                    | 1725–1726                                               | Hasselfelde 51° 41′ 33″ N, 10° 50′ 54″ O                | Neubau. Nicht erhaltenes Jagdhaus im Landkreis Harz, errichtet im Auftrag von Herzog Ludwig Rudolf. |           |
| Jagdschloss Walkenried                 | 1725–1730                                               | Walkenried 51° 34′ 53″ N, 10° 37′ 4″ O                  | Neubau. Im Auftrag von Herzog August Wilhelm errichtetes Landschloss. |           |
| Luisenburg                             | 1728                                                    | Blankenburg (Harz) 51° 46′ 59″ N, 10° 57′ 15″ O         | Errichtet für Herzogin Christine Luise von Oettingen-Oettingen als sommerliches Aussichtsschlösschen; ca. 1945 abgerissen |           |
| Kleines Schloss Wolfenbüttel           | 1730                                                    | Wolfenbüttel 52° 9′ 43″ N, 10° 31′ 49″ O                | Umbau und Erweiterung zu einem zweigeschossigen Fachwerkbau mit Mezzanin. |           |
| Schloss Antoinettenruh                 | 1733                                                    | Wolfenbüttel 52° 10′ 55″ N, 10° 32′ 9″ O                | Nicht erhaltenes Landschloss. Der Bau wird Hermann Korb zugeschrieben. |           |

## Korbs 350. Geburtstag im Jahre 2006
Unter dem Titel „Hermann Korb (1656–1735) – Barockes Bauen im Fürstentum Braunschweig-Wolfenbüttel“ (vgl. Weblinks) riefen das Museum im Schloss Wolfenbüttel sowie der Fachbereich Baugeschichte der Technischen Universität Braunschweig ein Forschungs- und Ausstellungsprojekt ins Leben, das u. a. zum Ziel hatte, Korbs Arbeit und Einfluss auf seine Zeitgenossen und die Nachwelt weiter zu erforschen bzw. neu zu bewerten und den Baumeister Korb und sein Schaffen in das Bewusstsein einer breiten Öffentlichkeit zu rücken. Zu diesem Zweck fand im November 2006 eine Ausstellung in Wolfenbüttel statt. Das Projekt wurde u. a. von der Stiftung Niedersachsen sowie von der Stiftung Nord/LB • Öffentliche unterstützt.